# Rueland Frueauf (starszy)

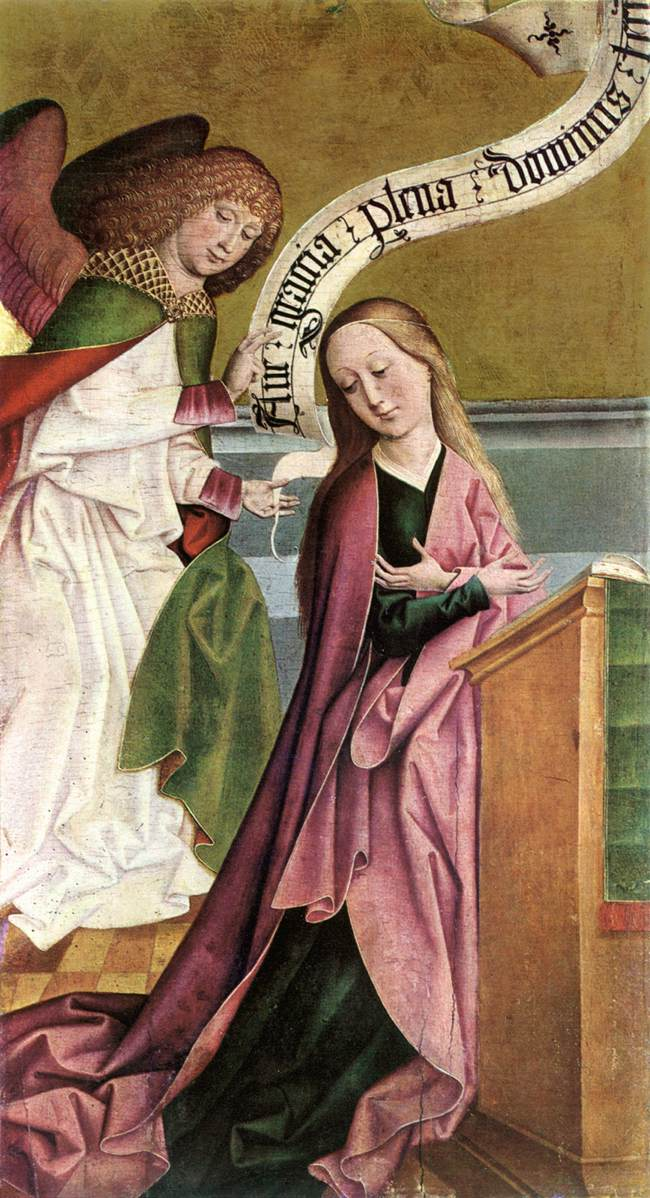
Zwiastowanie (ok. 1495)

Rueland Frueauf  (starszy) (ur. ok. 1445 w Obernbergu,  zm.  w 1507 w Pasawie) – austriacki malarz późnego gotyku.

## Życie
Od 1470 wzmiankowany w Salzburgu, od 1480 w Pasawie. Pracował równocześnie w obu miastach. Jego styl ukształtował się pod wpływem Konrada Laiba, którego być może był uczniem. Od lat 70. tworzył na zamówienie salzburskiego opactwa św. Piotra. 
Jego syn Rueland Frueauf (młodszy) również był malarzem. 

## Twórczość
Malował obrazy tablicowe i freski oraz sporządzał kompozycje rysunkowe dla swoich współpracowników. Jego dzieła zdradzają wpływ Michael Pachera i malarstwa niderlandzkiego. Głównym jego dziełem jest 8 obrazów ze skrzydeł ołtarza z Salzburga (obecnie w Wiedniu). Zachowały się jego freski w ratuszu i kościele Benedyktynów w Pasawie. Jego dzieła odznaczają się silnymi kontrastami barwnymi, realizmem szczegółów i silną ekspresją.

## Wybrane dzieła
- Portret Jobsta Seyfrieda  -  1490-91, 25 x 18,3 cm, Kunsthistorisches Museum, Wiedeń
- Ołtarz z Salzburga -  1490-94, 209 x 134 cm (każda deska), Österreichische Galerie Belvedere, Wiedeń 
  - Zwiastowanie
  - Narodziny Pańskie
  - Pokłon Trzech Króli
  - Modlitwa w Ogrójcu
  - Biczowanie
  - Dźwiganie krzyża
  - Ukrzyżowanie
  - Wniebowzięcie Marii
- Mąż Boleściwy -  1491, 182 x 116, Stara Pinakoteka, Monachium
- Zwiastowanie Marii -  ok. 1495, 70 x 37,5 cm, Muzeum Sztuk Pięknych w Budapeszcie
- Koronacji Marii -  143 x 103 cm, Galeria Narodowa, Praga